# Kudap
Kudap is een bestuurslaag in het regentschap Kepulauan Meranti van de provincie Riau, Indonesië. Kudap telt 2233 inwoners (volkstelling 2010).